# Кудрепері
Кудрепері (Cirrhitidae) — родина променеперих риб ряду Окунеподібні (Perciformes). Включає 35 видів у 12 родах.

## Поширення
Кудрепері мешкають в тропічних районах Атлантичного, Індійського і Тихого океанів. Живуть в неглибоких прибережних водах і на коралових рифах.

## Опис
Невеликі хижі риби, завдовжки від 8 до 25 см. Вони мають помірно подовжене і злегка стисле з боків тіло, покрите дрібною лускою. Характерними особливостями кудреперів є будова їхніх грудних плавців, нижні промені яких не розгалужуються і мають не з'єднані перетинкою потовщені кінці, та наявність торочкуватих придатків позаду заднього носового отвору. Інша відмінна риса кудреперових — недорозвинений плавальний міхур, внаслідок донного способу життя. Забарвлення у цих риб дуже різноманітне, яскраве, часто з жовтими, помаранчевими і червоними тонами. Малюнок зазвичай поєднує плями і смуги. Однотонні види зустрічаються рідко.

## Спосіб життя
Харчуються різними ракоподібними і дрібною рибою. Чекаючи на здобич, кудрепери нерухомо завмирають між каменями або коралами, а уподобавши жертву, різко кидаються на неї із засідки. Приховування в ущелинах і маскувальне забарвлення до того ж захищають їх від більших хижаків. Молодь цих риб настільки щільно забивається в коралові кущі, що може бути вилучена з води тільки разом зі своїм притулком.
Всі вивчені представники родини кудреперових — гермафродити, народжуючись самицями, пізніше вони перетворюються на самців.